# Maria de Lourdes Florencio dos Santos
Maria de Lourdes Florencio dos Santos (Caruaru, 12 de novembro de 1954) é uma engenheira civil brasileira. Professora do Departamento de Engenharia Civil e Ambiental da Universidade Federal de Pernambuco (UFPE). Recebeu a Comenda da Ordem Nacional do Mérito Científico em 2010.

## Biografia
Maria de Lourdes Florencio dos Santos nasceu no interior de Pernambuco, em 1954, filha de Maria de Lourdes Queiroz e de João Florencio dos Santos. Na sua infância, todos os oito irmãos tocavam algum instrumento musical; o dela era o acordeão arrodeado, de tons azuis e de fole amarelo. Quando chovia, uma de suas brincadeiras favoritas era “construir barragens” para as águas que correiam  ao longo do meio fio.
Maria de Lourdes mudou-se para a capital Recife para cursar o ensino médio no colégio Coração Eucarístico de Jesus, quando já demonstrava facilidade nas disciplinas de física, matemática e geometria descritiva. Formou-se em Engenharia Civil (1978, pela UFPE), e obteve seu Mestrado em Hidráulica e Saneamento (1981, pela USP) e seu Doutorado em Tecnologia Ambiental e Ciências da Agricultura (1994, pela Universidade de Wageningen, Holanda).
Desde 1982, é Professora do Departamento de Engenharia Civil e Ambiental da UFPE. Atuou também como visitante no Imperial College de Londres, na Universidad Autónoma de Madrid, na Universidade do Arizona, na Universidade de Bochum, e na Xian Jiaotong University. E como pesquisadora convidada na Universidade Tecnológica de Delft.
| “                                       | A parte que mais gosto é lecionar, de onde saio renovada da sala de aula. A energia dos alunos me contagia. Eu me divirto muito, tenho momentos de descontração, até contando piadas e testando os conhecimentos dos alunos. Sou detalhista e gosto das coisas bem feitas. | ” |
| — Maria de Lourdes Florencio dos Santos | |   |

## Vida pessoal
Maria de Lourdes Florencio dos Santos teve suas formação baseada em princípios cristãos e no respeito ao próximo, ela afirma que seus maiores prazeres, além da engenharia, são estar com os amigos (jogar baralho, cantar, tocar piano e acordeão) e ler ficção científica e história. Gosta de fazer quebra cabeças (com cinco mil peças) e Sudoku.

## Atuação
- 2002-2006 - Coordenadora da Comissão de Meio Ambiente do Programa de Indução da FACEPE.[1]
- 2002-2004 - Coordenadora Programa de Pós-Graduação em Engenharia Civil da UFPE.[1]
- 2003-2006 - Coordenadora nacional do Programa de Saneamento Básico (PROSAB/FINEP), da rede temática Esgoto.[1][2]
- 2007-2012 - Coordenadora do Programa Institucional de Bolsas de Iniciação Científica PIBIC/CNPq na UFPE.[1]
- 2011-2015 - Coordenadora da Rede Nacional de Remoção de Nutrientes de Esgotos RENUTRES/FINEP.[1]
- 2017-2021 - Coordenadora do Instituto Nacional de Ciência e Tecnologia INCT-ETEs Sustentáveis do CNPq.[1][5]
- Membro titular da Academia Pernambucana de Engenharia APEENG).[1][2]
- Membro titular da Academia Pernambucana de Ciências (APC).[2]

## Prêmio
- 2010 - Comenda da Ordem Nacional do Mérito Científico.[1][2][5]
- 2017 - Docente homenageada do 25° Congresso de Iniciação Científica da UFPE.[1]